# Rønnede
Rønnede is een plaats en een voormalige gemeente in Denemarken. De oppervlakte bedroeg 125,08 km². De gemeente telde 7289 inwoners waarvan 3703 mannen en 3586 vrouwen (cijfers 2005).
Na de herindeling van 2007 werden de gemeenten Fakse, Haslev en Rønnede samengevoegd tot de gemeente Fakse.
- Gemeinsame Normdatei: 4619393-5
- Virtual International Authority File: 234782217